# Dialog – Vereinigung deutscher und russischer Ökonomen
dialog – Vereinigung Deutscher und Russischer Ökonomen ist ein gemeinnütziger Verein, der 1998 in Tübingen gegründet wurde und seit 2003 in mehreren Regionen Deutschlands und Russlands in Regionalgruppen aktiv ist. Er war 2009 der größte Verein, der den Austausch von Studenten, Nachwuchskräften und Experten aus Russland und Deutschland auf einer nichtstaatlichen Ebene durch ehrenamtliches Engagement und ohne Abhängigkeit von einer offiziellen Organisation entwickelt.

## Ziel
Der Verein unterstützt den Austausch zwischen deutschen und russischen Wirtschaftswissenschaftlern in Wissenschaft und Wirtschaft und bringt zukünftige Führungskräfte beider Länder schon zu Studienzeiten und am Anfang ihrer beruflichen Laufbahn miteinander und mit Erfahreneren aus Unternehmen sowie Institutionen in Kontakt. Das Netzwerk an Hochschulen, in Unternehmen und Verbänden soll den kulturellen und akademischen Austausch zwischen Russland und Deutschland um eine nichtstaatliche Ebene ergänzen.

## Entwicklung
Die Gründung erfolgte nach einer Konferenz von Studenten und Professoren der Eberhard Karls Universität Tübingen und russischer Universitäten. Durch das Fortsetzen des Studiums einiger Aktiver des jungen Vereins in Berlin sowie Auslandsstudienaufenthalte in Moskau entwickelten sich erste Vereinsaktivitäten auch außerhalb Tübingens. Im Jahr 2000 wurde der Verein beim Förderpreis des Deutsch-Russischen Forums im Bereich Nachwuchs- und Praktikantenförderung auf den mit 20.000 DM dotierten ersten Platz gewählt für den Austausch zwischen deutschen und russischen Studenten und jungen Berufstätigen. Seit 2007 ist dialog auch in das Kompetenzzentrum Schillerstraße in Berlin eingebunden, in dem eine große Zahl auf Osteuropa spezialisierter Organisationen gebündelt sind. 2009 gibt es Regionalgruppen in Tübingen, Berlin, Chemnitz, Leipzig, Trier und Frankfurt am Main sowie in Moskau, Tomsk, Jekaterinburg und Saratow mit zusammen ungefähr 350 Mitgliedern. Die Vereinsaktivitäten werden hauptsächlich von Studenten, Doktoranden und jungen Berufstätigen getragen und von einem Beirat aus Experten begleitet.

## Jahressymposium
Aus der ersten Konferenz entwickelte sich die jährliche Tradition eines deutsch-russischen Symposiums im Mai, zu dem Teilnehmer aus dem jeweils anderen Land eingeladen werden, die im vorangestellten einwöchigen Rahmenprogramm Institutionen, Unternehmen und Kultureinrichtungen im Land kennenlernen. Bekannte Referenten bei den Symposien waren der ehemalige Wirtschaftsminister Russlands Herman Gref, der Wirtschaftsberater des russischen Präsidenten Arkadi Dworkowitsch, der ehemalige Wirtschaftsminister und Rektor der Wirtschaftshochschule Moskau Jewgeni Jassin, der ehemalige Forschungsgruppenleiter Russland/GUS der Stiftung Wissenschaft und Politik Roland Götz, der Vorsitzende der Deutsch-Russischen Parlamentariergruppe im Deutschen Bundestag Prof. Gert Weisskirchen.

## Weitere Aktivitäten
Öffentliche Veranstaltungen des Vereins sind neben dem jährlichen Symposium die Karrierebörse Deutschland-GUS in Berlin, das Novemberseminar in Tübingen, die Vortragsreihe „Gedanken über Russland“ in Leipzig, die Russlandlounge in Berlin sowie Unternehmensstammtische in Chemnitz, Leipzig und Berlin. Die Vereinsmitglieder tauschen sich außerdem bei wechselseitigen Treffen in Deutschland und Russland sowie gemeinsamen Studienreisen in russische Regionen aus.

## Veranstaltungshistorie

### 8. dialog-Symposium 2005 in Tübingen
Die Vorträge zu Chancen und Herausforderungen der Globalisierung für Deutschland und Russland am 7. und 8. Mai 2005 sowie die gemeinsamen Unternehmensbesuche deutscher und russischer Studenten im Rahmenprogramm zuvor gewannen neben dem deutschen Botschafter in der Russischen Föderation als Schirmherr auch die Unterstützung durch den Programmbereich Völkerverständigung Mitteleuropa, Südosteuropa, GUS, China der Robert Bosch Stiftung.

### Tomsker Symposium 2005
Die Veranstaltung zur Entwicklung des Immobilienmarktes in Russland vom 30. September bis 2. Oktober 2005 und das vorangestellte Rahmenprogramm waren Teil der Deutschen Tage in Tomsk, die von der dorten dialog-Regionalgruppe in Kooperation mit dem lokalen Zentrum für deutsche Sprache, der deutschen Botschaft und dem Goethe-Institut Moskau organisiert wurden.

### 9. dialog-Symposium 2006 in Tübingen
Das Symposium vom 6. bis 7. Mai 2006 zum Verhältnis zwischen staatlicher Regulierung und Wirtschaftswachstum unter der Schirmherrschaft der deutschen Botschaft Moskau wurde wieder von der Robert Bosch Stiftung gefördert.

### 3. Russlandlounge
Die Gesprächsrunde von circa zwanzig Vertretern Berliner und Brandenburger Unternehmen am 21. November 2007 in einem Berliner Restaurant leitete der Geschäftsführer einer Sicherheits- und Risikoberatung mit einem Vortrag über Sicherheitsrisiken im Russlandgeschäft ein.

### 11. dialog-Symposium 2008 in Moskau
Die Vorträge zur Rolle Deutschlands bei der Diversifizierung der russischen Wirtschaft am 24. und 25. Mai 2008 in der Wirtschaftshochschule Moskau unter der Schirmherrschaft der deutschen Botschaft in Moskau und das deutsch-russische Begegnungsprogramm vom 17. bis 23. Mai 2008 in der Region Moskau wurden erneut von der Robert Bosch Stiftung unterstützt.

### 12. dialog-Symposium 2009 in Tübingen
An den Vorträgen mit Podiumsdiskussion am 9. und 10. Mai 2009 über staatliche Infrastrukturinvestitionen zur Krisenbekämpfung in Russland und Deutschland beteiligen sich Vertreter von deutschen und russischen Universitäten, russischen Beratungsunternehmen, der Deutsch-Russischen  Auslandshandelskammer, des Auswärtigen Amtes, der Deutschen Welle und der Wneschekonombank. Die als Rahmenprogramm vorgelagerte Informationsreise russischer Wirtschaftsjournalisten und Studenten in Berlin und Stuttgart wurde im Rahmen des Besucherprogramms des Auswärtigen Amtes durchgeführt.